# Ветчинкин, Алексей Петрович
Алексе́й Петро́вич Ветчинкин — командир отделения 196-го гвардейского стрелкового полка (67-я гвардейская стрелковая дивизия, 6-я гвардейская армия, 1-й Прибалтийский фронт), гвардии сержант.

## Биография
Алексей Петрович Ветчинкин родился в рабочей семье в городе Курск. В 1928 году окончил 4 класса школы, работал молотобойцем в железнодорожном депо города Хабаровск. В 1938—1940 годах служил в Красной армии. Воевал против японских милитаристов на озере Хасан.
В 1942 году Бирским райвоенкоматом Еврейской АО вновь призван в ряды Красной армии. На фронтах Великой Отечественной войны с 1943 года.
Приказом по 196-му гвардейскому стрелковому полку от 2 января 1944 года гвардии младший сержант Ветчинкин был награждён медалью «За отвагу» за то, что 17 декабря 1943 года в районе деревень Ловец и Косолапиха в составе расчёта миномёта уничтожил огневую точку и до 7 солдат и офицеров противника и огнём миномёта поддерживал наступающую пехоту.
Младший сержант Ветчинкин 14 марта 1944 года в бою в районе города Опочка с миномётным расчётом, управляя огнём миномёта, истребил более 20 солдат противника. Когда противник приблизился к огневой позиции, Ветчинкин забрасывал солдат противника гранатами. Приказом по 67-й гвардейской стрелковой дивизии от 1 июня 1944 года он был награждён орденом Славы 3-й степени.
Командир пулемётного отделения гвардии сержант Ветчинкин 23 июня 1944 года в бою за село Сиротино в Витебской области под сильным обстрелом противника вёл огонь из своего пулемёта по противнику. Продвигаясь вперёд, первым ворвался в траншеи противника, развернул станковый пулемёт и открыл огонь по отступающему противнику, уничтожив 5 солдат противника. 26 июня в первых рядах форсировал реку Западная Двина. Приказом по 6-й гвардейской армии от 17 августа 1944 года он был награждён орденом Славы 2-й степени.
В районе города Паневежис 13 июля 1944 года под огнём противника гвардии сержант Ветчинкин скрытно подполз к пулемёту, уничтожил его гранатой и расчёт расстрелял из автомата. В бою уничтожил до 10 солдат противника и вынес с поля боя тяжелораненого бойца, которого пытались захватить солдаты противника. Указом Президиума Верховного Совета СССР от 24 марта 1945 года он был награждён орденом Славы 1-й степени.
В боях по ликвидации Курляндской группировки противника с 25 марта по 3 апреля 1945 года гвардии старший сержант Ветчинкин, действуя заряжающим в составе расчёта 1 апреля при взятии населённого пункта Намити, уничтожил 3 пулемётные точки и до 15 солдат противника. 3 апреля поддерживая наступление стрелковых подразделений на деревню Илены уничтожил 2 огневые точки противника. Приказом по 67 гвардейской стрелковой дивизии от 10 апреля 1945 года он был награждён орденом Красной Звезды.
Старшина Ветчинкин продолжал нести службу, был демобилизован в 1946 году. Жил в городе Черногорск Красноярского края, работал старшим охранником в заповеднике.
В 1985 году в ознаменование 40-летия Победы он был награждён орденом Отечественной войны 1-й степени.
Скончался Алексей Петрович Ветчинкин 6 июля 1988 года.